# Martin Munih
Martin Munih, slovenski kmečki upornik, * (?), † 20. april 1714, Gorica.
Martin Munih je bil leta 1713 eden od 11-tih voditeljev tolminskega kmečkega upora. Po nekaterih virih je bil doma iz Sel pri Volčah. Skupaj z Ivanom Miklavčičem (Ivan Gradnik), Gregorjem Kobalom in Lovrencem Kraguljem je bil 17. aprila 1714 obsojen na smrt. Vsi štirje so bili obglavljeni in razkosani na štiri dele 20. aprila 1714 na goriškem Travniku.